# Dinochora
Dinochora är ett släkte av fjärilar. Dinochora ingår i familjen äkta malar.
Kladogram enligt Catalogue of Life:
| Dinochora | \| \| Dinochora clytozona \| \| \| \| \| \| Dinochora polyantha \| \| \| \| |
|           | \| \| Dinochora clytozona \| \| \| \| \| \| Dinochora polyantha \| \| \| \| |
|           | Dinochora clytozona                                                         |
|           |                                                                             |
|           | Dinochora polyantha                                                         |
|           |                                                                             |